# Luis Galán
Luis Galán Pérez (nacido el 7 de noviembre de 1962 en El Puerto de Santa María (Provincia de Cádiz), España) es un reconocido autor del Carnaval de Cádiz además de articulista. En la década de los 80 se convirtió en baluarte de las letras del Carnaval Portuense, destacando por sus letras comprometidas, incisivas y de alta calidad literaria. En su segunda etapa como autor del Carnaval de Cádiz ha resaltado su poesía en composiciones menos reivindicativas pero con más carga de belleza. Ha publicado numerosos artículos en Diario de Cádiz, en la Cadena Ser, y ha colaborado con revistas relacionadas con el mundo de la poesía. Se han publicado una veintena de CD con sus composiciones literarias y musicales. Gaditano y como él se autodefine: ciudadano del mundo.

## Biografía
Desde muy temprana edad se vislumbra un niño inquieto y sensible, demostrando sus dotes literarias desde su infancia. En 1971, con nueve años, obtiene premios de redacción en el colegio donde cursa sus estudios (Sagrada Familia -San Luis Gonzaga). Con doce años, en 1974, obtiene el  1º Premio de Redacción en el concurso “Navidad con Amor”, y en 1975 revalida dicho premio. En 1976, obtiene el 1º Premio de Cuentos en el concurso “Hispanidad”. En 1977, participa en el Concurso Nacional de EGB, BUP y COU y con solo trece años consigue quedar el 3º a nivel de Andalucía. 
En los años posteriores se dedicó en cuerpo y alma al Carnaval de Cádiz, aprovechando la libertad creativa de las agrupaciones de esta fiesta y a la vez, demostrando su gaditanismo innato que siempre ha llevado por bandera. Autor de culto para muchos, autor polémico para otros, a nadie ha dejado indiferente con sus creaciones. En la actualidad, se encuentra retirado del Carnaval.

## Historial Carnavalesco

### Primera Etapa

#### 1978
En 1978, Luis Galán da el salto al mundo del Carnaval de Cádiz. Lo hace en la modalidad creada por Paco Alba, la comparsa con “Lunarito Flamenco” comparsa infantil con música de Pedrito García. Este año se convierte en el autor más joven de la historia del Carnaval de Cádiz y consigue un tercer premio que sabe a poco teniendo en cuenta el impacto de las letras entre críticos y prensa.

#### 1979
Al  año siguiente, con 16 años, “se lo lleva” para Cádiz Antonio Trujillo “Catalán”, maestro indiscutible de la Comparsa Gaditana. En paralelo monta su propia comparsa infantil al completo en El Puerto y escribe la letra de otra comparsa de adultos en El Puerto dirigida por Manuel Mel "Charli": "Persecución" basándose en los gitanos enviados a galeras en tiempos de los reyes catòlicos. De esta forma, es autor de tres comparsas, de las que dos pasan a la final junto a Pedro Romero y Antonio Martín García , en la que “Húngaro Gitano” con Catalán Grande, obtiene el 3º premio local y con Los Lazarillos, el 1º premio infantil, siendo la agrupación con más puntos de todas las modalidades de ese año y convirtiéndose en lo que en el argot carnavalesco se denomina como “pelotazo”. Muchos son los galardones que recibe por estas dos agrupaciones, pero cabe mencionar el homenaje recibido por el Club Marítimo Gaditano “La Caleta”, nombrándole el poeta más joven de la historia.

#### 1980
En 1980, repite autoría de dos comparsas, una en solitario “Niños de Ecija” y otra con Antonio Catalán “Luceros del Alba”. Con su comparsa juvenil, “Niños de Ecija” consigue otro primer premio, y “Luceros del alba” se convierte en una comparsa histórica gracias a la música y algunos pasodobles que tras veinte años, se cantan todavía en las barras de las peñas carnavalescas.

#### 1981
En 1981, Luis Galán vive una época de transición literaria y experimenta nuevos estilos con la comparsa “Nueva Raza”, denominada por algunos como una comparsa “adelantada a su tiempo”. Sin embargo, se puede catalogar como una de las agrupaciones de menos éxito del autor, ya que su calidad fue muy discutida y supone uno de sus escasos fracasos.

#### 1982
Es en el año 1982 cuando el joven autor portuense de 20 años se define totalmente creando una obra maestra del Carnaval: “Heridas de España”. Ocho pasodobles antológicos y un popurrí que se convierte en mítico. Como dato, esta agrupación consigue vender más de 10 000 discos en el mercado. Resulta paradójico que una comparsa de tal magnitud, no pasase a la final, aunque teniendo en cuenta la época y los contenidos de las letras, es normal que uno de los miembros del jurado se opusiese tajantemente a que esas letras apareciesen en televisión. Sin duda, “Heridas de España” logró uno de los mayores aplausos del concurso pero la censura disfrazada de “rubio del aceite” se encargó de no otorgarle premio oficial, pero sin embargo, consiguió el premio del Pueblo, el más importante.

#### 1983
Por fin este año, el 1983, se convierte en el año en el que Jurado y Pueblo están de acuerdo con las obras de Luis Galán y consigue dos primeros premios simultáneos. La comparsa “Don Dinero”, con la colaboración de Javier Benitez "El Gran Visir" en la música y la chirigota “La Quinta de Beethoven” consiguen llegar a lo más lato en una noche de final memorable. Es el gran año del autor, que se consolida con 21 años en uno de los pilares de la fiesta en El Puerto de Santa María. Este año, tocó por primera vez una modalidad como es la chirigota, impactando con la calidad en letras de pasodobles, algo poco habitual en este género.

#### 1984
Al año siguiente, 1984, Luis descansa de la modalidad de Comparsa adulta y regresa a la comparsa Juvenil, elaborando una joya para el recuerdo de los buenos aficionados. La comparsa juvenil “Indios”, enfocada a los derechos de los nativos de América y su situación en la reserva, consigue un segundo premio mientras repite primer premio en la modalidad de chirigotas con la agrupación “Chotis” de la mano de Ignacio “Chano”, gran chirigotero y director de “La Quinta de Beethoven” y esta última, “Chotis”.

#### 1985
Este año regresa al Gran Teatro Falla con la Comparsa "Vamos al Grano" y una vez más, las letras son comentadas y aplaudidas. Cabe destacar pasodobles como el dedicado a Andalucía y por supuesto el pasodoble a su ciudad, el Puerto, que le otorga el primer Premio. De nuevo bate su propio récord de ventas de discos, consiguiendo la cifra de 11.500 unidades. Sin embargo, la chirigota "Napoleón y su Corte" se convierte en un rotundo fracaso, no alcanzando la fase semifinal.

#### 1986
Sin un grupo de calidad que respaldase la obra, crea junto a Javier Benítez como músico la comparsa "Poquita Cosa", impactando en la originalidad del tipo en el Concurso Oficial de Agrupaciones COAC. Memorable el pasodoble contra el servicio militar obligatorio. La agrupación acompaña a la Plataforma Anti Otan en todos sus mítines, protagonizando un compromiso pacifista sin precedentes en una comparsa de Carnaval.

#### 1987
Se presenta con la agrupación "A Paso Lento" , demostrando que la musicalidad del pasodoble es pura. Triunfa con letras comprometidas pero en el concurso de su ciudad le arrebata el primer premio la comparsa "Caballos Andaluces". 
Este año se cierra una etapa en la andadura de este poeta, ya que tras el éxito de "A Paso Lento", decide retirarse del mundo del Carnaval durante unos años.

### Segunda Etapa

#### 1997
En el año 1997, tras diez años de ausencia en el Carnaval, excepto su presencia como pregonero en 1992; el autor vuelve aunque sin pretensiones de luchar por los primeros puestos, más bien como una colaboración con el grupo de "los gitanos del Puerto" y más concretamente con la Asociación Romaní. De ahí el nombre de la Agrupación: "El Tablao Romaní". Consiguen pasar a semifinales.

#### 1998
Este año la comparsa se conforma con más seriedad y junto a Ramón de Los Ríos en la música, presentan la comparsa Macandé, homenajeando a un cantaor flamenco de los años 20 y 30. Con esta agrupación, se marca un antes y un después en la trayectoria de los gitanos del Puerto. Quedan a las puertas de la final.

#### 1999
Por fin este año, Luis Galán consigue el mayor éxito de su carrera carnavalesca. Con "La Parra Bomba" consigue el Primer Premio absoluto en la categoría en el Gran Teatro Falla. Pasodobles antológicos, cuplés rebosantes y un popurrí histórico. El éxito es calificado como "pelotazo" del Carnaval 1999. Pasodobe memorable el dedicado a las mariposas de Cádiz, que son gaditanas prisioneras. Cabe destacar el pasodoble dedicado a La Playa de La Puntilla vista desde Cádiz.

#### 2000
Con la Comparsa “El Marinero en Tierra”, se consigue la fusión más esperada en El Puerto, la de la comparsa “Los Majaras” con Luis Galán. El artífice de dicha fusión fue el músico Vicente Esquerdo, quien invitó a Luis Galán a formar parte de este gran proyecto. Paradójicamente, en una agrupación que siempre había sido catalogada como de gran fuerza y poderío, Luis se decanta por unas letras más poéticas que nunca, alcanzando con esta agrupación su mayor creatividad literaria en cuanto a contenido poético. No en vano se trata de un homenaje al poeta portuense Rafael Alberti. La presentación constituyó una obra maestra y en palabras de la viuda del poeta, parecía escrita por el propio Rafael Alberti. En toda la carrera de Luis, es la primera vez que escribe una agrupación relacionada con el mar. Desde hacía años tenía esta ilusión y por fin lo consiguió con el tema más apropiado y con el tipo perfecto. De nuevo, se mete en la final y consigue un criticado cuarto premio.  Con esta agrupación, el autor crece como poeta y lo demuestra con un popurrí impecable. Según los entendidos, quizás sea el mejor popurrí escrito por el autor. 

#### 2001
La Cruz Verde es una comparsa basada en las atrocidades que las tropas de Fernando VII cometieron contra los liberales y la población gaditana en las plazas de San Antonio y La Cruz Verde, el autor plasma una obra llena de interpretación homenajeando al Cádiz de 1812. Una escenografía impecable, con unos decorados inmensos y un final de popurrí digno de obra de teatro. De su repertorio cabe destacar un pasodoble antológico contra los terroristas, que se convierte en la letra más aplaudida de todo el concurso. El final de popurrí supuso una innovación en cuanto a interpretación, ya que los numerosos figurantes ensayaron a las órdenes de un profesor dramático durante semanas. Aunque la comparsa está en todas las quinielas para ser la ganadora, no lo consigue.

### 2002
En el año 2002 el autor no participa en el concurso pero inicia una antología de su obra titulada Coplas desde la Puntilla, donde recoge lo esencial de su carrera carnavalesca.

### 2003
Se Prohíbe el Cante es la comparsa de Luis Galán en el año 2003, con la que no tuvo la fortuna deseada y merecida. Con la música de Javier Benítez "El Gran Visir" recrean una azotea con el lavadero; lugar donde ensayaban las agrupaciones en un Carnaval prohibido durante la dictadura.

### 2004
Por Cai Repicando. Es su última agrupación carnavalesca. Como algo premonitorio, quiso homenajear a "Los Cuasimodos" del año 1961, siendo según sus propias palabras, la comparsa que oyó por primera vez en la voz de un familiar. Este año, contaría con la colaboración en la música del maestro Antonio Martín García, cumpliendo el viejo sueño de poner letra a la música de su admirado amigo. Destacó el forillo diseñado por él mismo, menzclando campanarios de la Catedral de Cádiz con la fachada del Teatro Falla. El popurrí, una maravilla en cuanto a engarces e historia y en la presentación, un guiño a "Los Cuasimodos". 

## Premios y galardones
- Reconocimiento Autor más Joven Club La Caleta (1979)
- Premio Ciudad de Cádiz. (1980)
- Antifaz de Plata (1982)
- Premio Mejor Pasodoble (1983)(1985)(1987)(2000)(2003)
- Segundo Premio José María Pemán de Las Letras(1998)
- Primer Premio José María Pemán de Las Letras (1999)
- Premio Mejor Letra "Los Pitirolos" (1998)
- Gaviota de Oro (2000)
- Pito de oro (2005)
- Vapor de Oro (1992)
- Puente San Alejandro(2000)
- Pregonero Carnaval (1992)
- Pregonero Los Patios (2002)
- Personaje Entrañable Carnaval (2010)
- Premio II Castillo San Marcos (2014)
- Premio Disntinción "Peña El Vaporcito"(2014)
- Premio al Comparsita "Rincón del Arte" (2014)